# Frankenweenie (2012)
Frankenweenie ist ein IMAX-3D Stop-Motion-Film in Schwarzweiß aus dem Jahr 2012. Er ist eine Neuverfilmung des gleichnamigen Kurzfilms aus dem Jahr 1984, bei dem ebenfalls Tim Burton Regie führte. Frankenweenie enthält Elemente aus den Genres Horrorkomödie, Monsterfilm und Science-Fiction und parodiert den Roman Frankenstein. Der Film wurde von der Walt Disney Company produziert und von ihrer Tochtergesellschaft Walt Disney Motion Pictures Group vermarktet.
Premiere feierte Frankenweenie am 20. September 2012 auf dem Fantastic Fest in Austin, Texas. In den Kinos der Vereinigten Staaten startete der Film am 5. Oktober 2012; in Deutschland, Österreich und der Schweiz erschien Frankenweenie am 24. Januar 2013.

## Handlung
Der Schüler Victor Frankenstein ist ein junger Filmemacher, der mit seinen Eltern in der Stadt New Holland lebt. Während Victor Baseball spielt, rennt sein Hund Sparky dem Ball hinterher, wird dabei von einem Auto überfahren und stirbt. Inspiriert von seinem Naturwissenschaftslehrer Rzykruski, der mit elektrischen Impulsen die Muskeln von toten Fröschen bewegt, versucht der bedrückte Victor, auf dieselbe Weise seinen toten Hund wiederzubeleben, was ihm auch gelingt.
Victors Schulbanknachbar Edgar Gore bemerkt das und will erfahren, wie Victor das Wunder vollbracht hat, auch weil ein Naturwissenschaftswettbewerb ausgerufen wurde, den Edgar und weitere unbedingt gewinnen möchten. Edgar droht, Victors Tat aufzudecken. Gezwungenermaßen führt Victor nun ein weiteres Experiment zusammen mit Edgar durch. Sie erwecken einen Goldfisch zum Leben, welcher jedoch unsichtbar ist, den Edgar daraufhin den Klassenkameraden zeigt. Die Schüler erwecken weitere Tiere zum Leben, die jedoch Monster werden, während Victors Eltern bestürzt feststellen, dass Sparky wieder lebt.
Als Victor bemerkt, dass die wiederbelebten Tiere Menschen attackieren, hilft er seinen Klassenkameraden. Dabei können die Tiere eliminiert werden oder durch Elektroschocks in ihr Ursprungsverhalten zurückkehren. Währenddessen erfahren die Stadtbewohner von Sparky und machen Jagd auf den Hund. Dieser rennt auf eine Windmühle zu, um der Nichte des Bürgermeisters, Elsa und ihrem Pudel Persephone zu helfen, welche von einer Mutation aus dem Kater Mr. Whiskers und einer Fledermaus entführt wurden, und auch Victor rennt ihnen nach. Während Victor in der Mühle ist, zündet der Mob sie versehentlich an. Victor wird ohnmächtig und wird von Sparky gerettet. Sparky wird jedoch von der Kreatur in die Mühle zurück gezerrt. Nach einem kurzen Kampf wird diese von einem Balken durchbohrt. Kurz darauf fällt die Mühle zusammen und Sparky stirbt erneut. Die Nachbarn, die ihren Fehler einsehen, erwecken Sparky mit ihren Autobatterien erneut zum Leben.

## Hintergrund

### Produktion
Der Film wurde mit einer Canon EOS 5D Mark II-Kamera in den 3 Mills Studios, einem Studio im Osten Londons gefilmt. Später wurden die Bilder in das 3D- und IMAX-Format konvertiert. Burton, der den Animationsfilm lediglich in Schwarzweiß drehen ließ, bekam das Einverständnis von Disney problemlos. Laut ihm bekommt der Film dadurch „eine zusätzliche, leicht eigenartige emotionale Tiefe, die in Farbe anders gewesen wäre“.
Die Musik wurde, wie schon zuvor in zahlreichen Filmen Tim Burtons, von Danny Elfman komponiert. Die einzelnen Figuren wurden per Hand angefertigt. Insgesamt wurden mehr als 200 Puppen für den Film gebaut, darunter 18 Victors und 15 Sparkys. Die Duplikate waren nötig, da stets mehrere Animatoren gleichzeitig an verschiedenen Szenen arbeiteten und hin und wieder Reparaturen an den Puppen anfielen. Die Handlungsorte wurden Gegenden aus Burtons Kindheit nachempfunden.

### Synchronisation
Die Synchronisation gab die FFS Film- & Fernseh-Synchron GmbH in München in Auftrag. Solveig Duda schrieb das Dialogbuch und führte die Dialogregie. Christine Roche übersetzte die Liedertexte ins Deutsche, Thomas Amper leitete die musikalischen Aufnahmen.
| Rolle               | Originalsynchronisation | Deutsche Synchronstimme |
| ------------------- | ----------------------- | ----------------------- |
| Mrs. Frankenstein   | Catherine O’Hara        | Melanie Manstein        |
| Weird Girl          | Catherine O’Hara        | Farina Brock            |
| Victor Frankenstein | Charlie Tahan           | Niklas Münnighoff       |
| Mr. Frankenstein    | Martin Short            | Jakob Riedl             |
| Nassor              | Martin Short            | Benedikt Gutjan         |
| Mr. Rzykruski       | Martin Landau           | Erich Ludwig            |
| Elsa Van Helsing    | Winona Ryder            | Laura Maire             |
| Bob                 | Robert Capron           | Leonard Rosemann        |
| Mr. Burgemeister    | Tom Kenny               | Alexander Duda          |

### Marketing
Im Oktober 2011 wurden die ersten Bilder zum Film veröffentlicht. Der erste Kinotrailer erschien am 6. März 2012. Kurz zuvor erschien der erste Teaser-Trailer.

### Einspielergebnis
In den Vereinigten Staaten kam Frankenweenie am Startwochenende mit einem Einspielergebnis von 11,5 Millionen US-Dollar auf Platz fünf. Der Film mit Produktionskosten von 39 Millionen wurde ein finanzieller Erfolg. An den Kinokassen brachte er über 80 Mio. US-Dollar und zusätzlich über 27 Mio. US-Dollar durch den Verkauf von DVDs und Blu-ray Discs, allein in den USA.

## Kritiken
„FRANKENWEENIE ist speziell für das jüngere Kinopublikum ein bezaubernder Einstieg in ältere Horrorklassiker und brilliert mit einem sympathischen Puppenensemble, bei dem vor allem Sparky die Herzen der Zuschauer erobern konnte. Es ist erfrischend, Tim Burton nach eher mittelmäßigen Filmproduktionen wie DARK SHADOWS oder ALICE IM WUNDERLAND mit solch einen herzerwärmenden Filmkunstwerk erneut auf den Kinoleinwänden sehen zu dürfen. Ganz nach dem Motto: Back to the roots!“

„Es gibt viel zu entdecken und zu genießen an ‚Frankenweenie‘, seine von grotesken Cartoonfiguren bevölkerte 1950er-Jahre-Kleinstadt etwa oder seine Flirts mit der Trash- und B-Movie-Filmgeschichte, die für Burton so essenziell ist. Monster- und Science-Fiction-Filme, altmodischer Grusel, Slapstick-Humor: ganz anders als Hazanavicius und Scorsese ist Frankenweenie ganz unbedingt lowbrow, er betrauert nicht den Verfall einer großen, wertvollen Kultur, sondern feiert die Widerständigkeit einer billigen.“

„Schön, dass Tim Burtons lange Durststrecke mit so überkandidelten wie missratenen Filmen, deren ästhetischer Digital-Gloss nichts mehr von der materiellen Widerständigkeit früherer Burtonfilme aufwies und stattdessen in jedem verplombten Bild bloß von technischer Machbarkeit erzählte, nach dem ersten Hoffnungsschimmer ‚Dark Shadows‘ nun endgültig als beendet angesehen werden kann … Damit gelingt Burton nicht nur eine der schönsten Hommagen ans klassische Horrorkino, sondern auch an die vor einigen Jahren noch vom Aussterben bedrohte Kunst des handgemachten Films. Die Zeichen häufen sich, dass der Stopmotion-Film doch noch kein Fall für den Friedhof der Filmgeschichte ist. In den Jubel stimmt man gern mit ein: ‚It’s Alive!‘“

„Eindrucksvoll gelingt es Tim Burton seine Außenseiter-Thematik mit einem Coming-of-Age-Bild und dem Flair eines Horrorfilms des frühen letzten Jahrhunderts zu kombinieren. Die verträumte Ernsthaftigkeit wird verwoben mit der vor Liebe strotzenden Hingabe zu seinen Charakteren aus ‚Edward mit den Scherenhänden‘ und der lockeren Verspieltheit der Abenteuer aus ‚Pee-Wees irre Abenteuer‘ – und entwickeln schließlich ein Kino-Erlebnis, wie es bei Tim Burton noch nie der Fall war.“

„Wie der von Nähten überzogene Sparky ist auch Burtons Film Flickwerk. Er packt die vielen vertrauten Motive in eine vorhersehbare Dramaturgie, ohne wesentlich Neues hinzufügen. Doch genau wie der wiederbelebte Hund sprüht auch FRANKENWEENIE vor Leben. Die Elemente sind so straff und mit so viel Charme verwoben, die Sets und Puppen so liebevoll gestaltet, die Geschichte so stringent erzählt, dass da nichts zu müffeln beginnt. Die typische Mischung aus Gothic und Humor ist Burton schon lange nicht mehr so stimmig geraten.“

## Auszeichnungen (Auswahl)

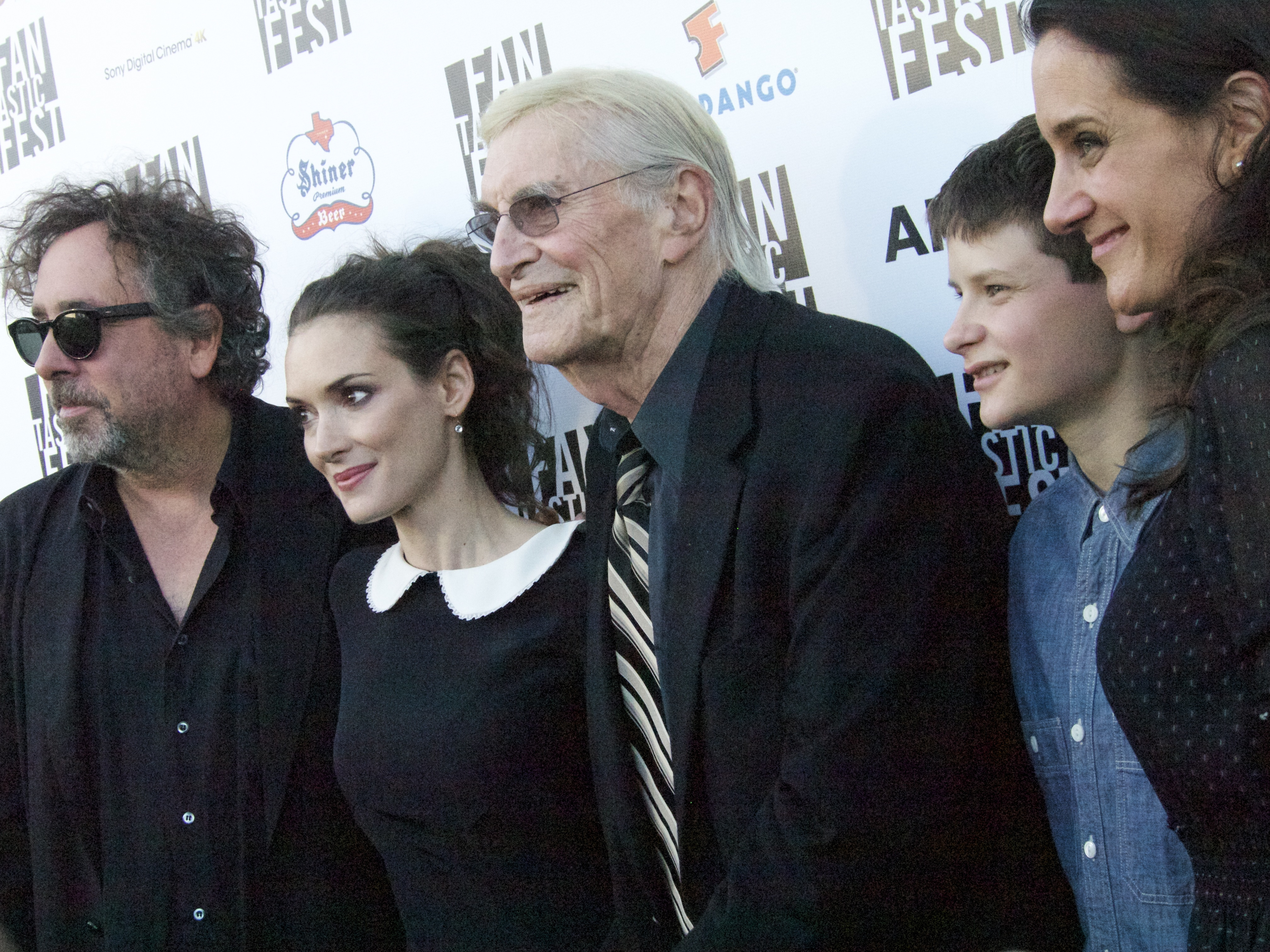
Tim Burton, Winona Ryder, Martin Landau, Charlie Tahan und Allison Abbate bei der Premiere des Films

- 2012: New York Film Critics Circle Award (Bester Animationsfilm)
- 2012: Boston Society of Film Critics für den besten Trickfilm
- 2012: Los Angeles Film Critics Association Awards/Beste Animation
- 2013: Oscar: Nominierung in der Kategorie Bester Animierter Spielfilm
- 2013: Golden Globe Awards 2013: Nominierung in der Kategorie Bester Animationsfilm
- 2013: Saturn Awards 2013: Beste Musik und Bester Animationsfilm